# Carl von Ossietzky
Carl von Ossietzky (n. 3 octombrie 1889, Hamburg- d. 4 mai 1938) a fost un pacifist radical german, laureat al Premiului Nobel pentru Pace pe anul 1935.

## Originile

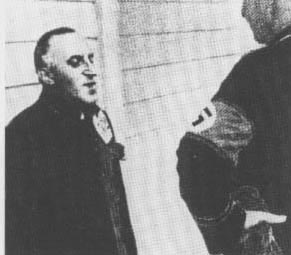
Carl von Ossietzky în lagărul de concentrare

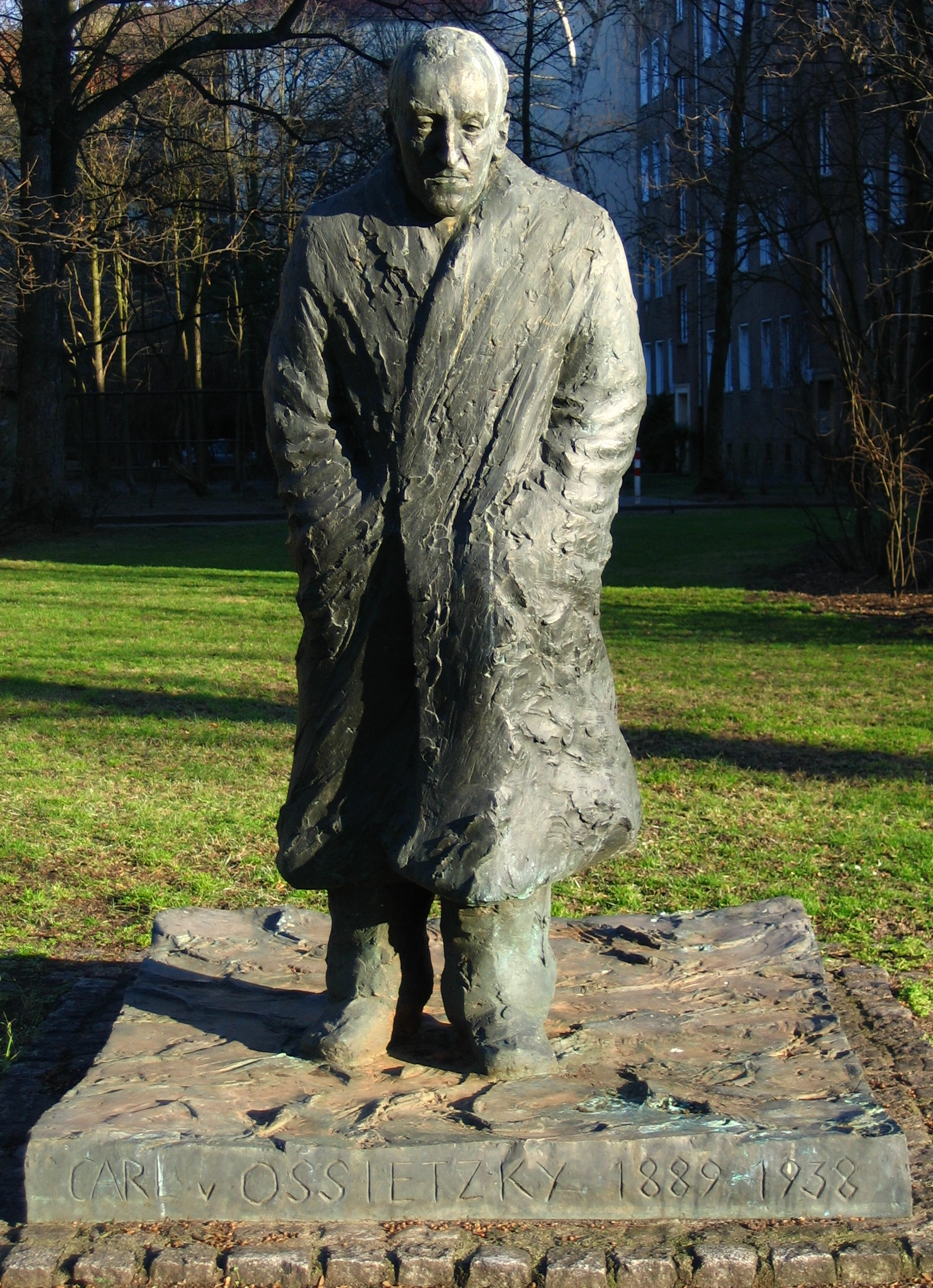
Statuie a lui Ossietzky în vechiul Berlin de Est

Carl von Ossietzky s-a născut la Hamburg ca singurul copil al cuplului Carl Ignatius von Ossietzky și Rosalie, n. Pratzka. Tatăl, Carl Ignatius (1848–1891), era originar din  Silezia și lucra ca stenograf în biroul de avocat al senatorului Max Predöhl. Tatăl era protestant (luteran), iar mama era catolică pioasă care dorea ca fiul Carl să devină călugăr. Carl von Ossietzky a fost botezat catolic pe data de 10 noiembrie 1889 în biserica catolică Kleine Michel din Hamburg, și confirmat protestant pe data de 23 martie 1904 în biserica St. Michaelis din Hamburg.
Tatăl lui a murit când Carl avea 2 ani, sora tatălui având de obicei grijă de el, deoarece mama era ocupată cu administrarea unui han. Senatorul Predöhl a ajutat și el familia, Carl putând astfel merge la prestigioasa școală Rumbaumsch. La 10 ani după moartea soțului, mama lui Carl s-a recăsătorit cu sculptorul și social-democratul Gustav Walther. Tatăl vitreg a avut o oarecare influență asupra atitudinilor politice ale lui Carl.
Cu toate că nu a terminat liceul, Ossietzky a reușit să facă carieră ca jurnalist, scriind despre teatru, feminism și probleme legate de vehicule motorizate. Opoziția sa față de militarismul german sub conducerea lui Wilhelm al II-lea a făcut ca Ossietsky să se autodenumească pacifist în 1913. În același an a fost condamnat la închisoare cu suspendarea pedepsei pentru că ar fi criticat militarismul, după ce a văzut cum un locotenent la Saverne a atacat cu o sabie niște civili pentru că nu l-ar fi salutat suficient de politicos. Locotenentul nu a fost pedepsit. În timpul Primului Război Mondial Ossietzky a fost trimis pe Frontul de Vest devenind cu timpul caporal. A descris conceptul de război ca fiind „omor dirijat și organizat”. În 1918 a fost, ca și Adolf Hitler, un caporal de 29 de ani, deziluzionat.
În timpul Republicii de la Weimar a fost cunoscut ca susținător al democrației și al pluralismului. A devenit secretar al asociației „Deutsche Friedensgesellschaft” și a publicat ziarul Die Weltbühne.

## Familia
Ossietzky s-a căsătorit cu Maud Lichfield-Woods în 1913 în Anglia. Maud Lichfield-Woods era fiica unui ofițer britanic și a unei prințese din India. Carl și Maud von Ossietzky au avut o fiică, Rosalinda von Ossietzky-Palm, care a devenit și ea activistă pacifistă.

## Condamnarea pentru trădare de patrie
Într-un articol din ziarul Die Weltbühne Ossietzky a scris că Ministerul Transporturilor avea o așa-numită „Direcție M” care încerca să reconstruiască  în secret o forță aeriană în colaborare cu Lufthansa. Articolul fusese scris pe bază de informații care erau toate publice. Cu toate acestea, Ossietzky a fost condamnat pe data de 23 noiembrie 1931 la un an și jumătate închisoare pentru trădare de patrie și spionaj. Fiica, Rosalinda von Ossietzky-Palm, a reluat cazul în anii 1980, dar sentința de trădare a fost menținută în 1992 de către Curtea Supremă germană. 

## Detenția și Premiul Nobel

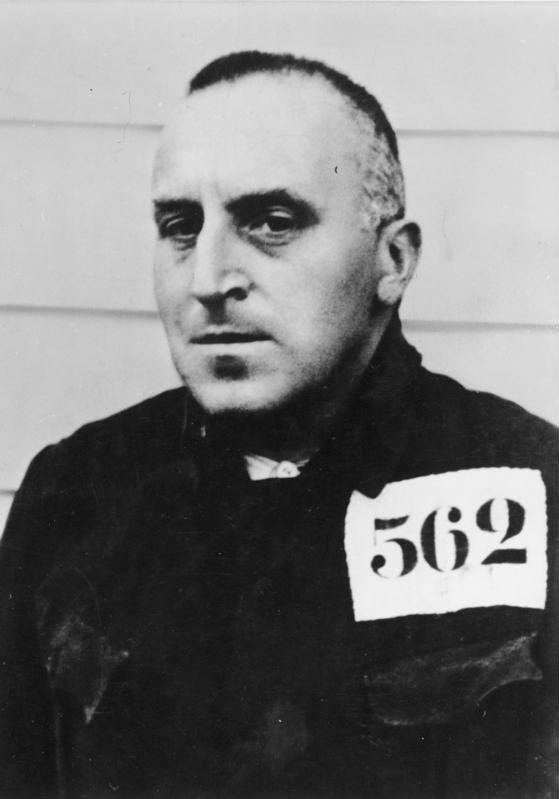
Carl von Ossietzky în 1933

Ossietzky a fost acuzat și pentru faptul că scrisese „toți soldații sunt niște ucigași”. Acuzarea a fost că ar fi denigrat armata germană, dar pe acest punct a fost găsit nevinovat.
În baza unei amnistii, Ossietzky a fost eliberat din închisoare la 22 decembrie 1932, după ce petrecuse 227 de zile în închisoare. Slăbise 10 kg. Prietenii l-au sfătuit să fugă din Germania. În noaptea de 28 februarie 1933 clădirea parlamentului german din Berlin a fost incendiată în timp ce Ossietzky lua cina la niște prieteni. Ei l-au rugat să rămână peste noapte la ei, dar el s-a dus acasă, și a fost arestat a doua zi dimineața. Pe 6 aprilie 1933 a fost transferat la lagărul de concentrare Sonnenburg. Arestații fuseseră bătuți crunt. La sosire au fost puși să-și sape propriile gropi. După o săptămână, Ossietzky a suferit primul atac de cord.
În februarie 1934 a fost transferat la lagărul Esterwegen de lângă Olanda. Albert Einstein, Thomas Mann și Willy Brandt au încercat să creeze o opinie publică favorabilă eliberării lui. În octombrie 1935 Crucea Roșie a reușit să trimită un reprezentant, Carl Jacob Burckhardt, în lagăr. Acesta l-a întâlnit pe Ossietzky, care era într-o stare extrem de precară.
În 1935 nu a fost decernat niciun Premiu Nobel pentru Pace deoarece comitetului de decernare a premiului i-a trebuit mai mult timp să se decidă. După ce Ossietzky a fost transferat la un spital de închisoare, Ossietzky a fost chemat la o întrevedere cu Hermann Göring, care i-a promis eliberarea și o pensie pe viață de 550 Reichsmark pe lună în schimbul unei declarații că nu dorește să-i fie decernat Premiul Nobel pentru Pace și că nu va mai activa ca pacifist împotriva Germaniei. Ossietzky a refuzat.
Lui Ossientzky i s-a decernat în 1936 Premiul Nobel pentru Pace pe anul 1935. În prealabil, ministrul de externe norvegian Halvdan Koht și președintele partidului Venstre, Johan Ludwig Mowinckel se retrăseseră din comitet pentru ca guvernul norvegian să nu fie tras la răspundere pentru alegerea pe care urma să o facă comitetul. Ziarele norvegiene  Aftenposten, Morgenbladet, Nationen și alte ziare conservatoare au fost împotriva decernării premiului unui deținut, spunând că este o acțiune anti-germană.
Și scriitorul Knut Hamsun a fost împotriva decernării premiului lui Ossietzky, printr-un articol publicat în ziarul Aftenposten, dar poetul Nordahl Grieg l-a atacat pe Hamsun în aceeași seară în alt ziar, luând apărarea lui Ossietzky.
33 de scriitori norvegieni au trimis o declarație în care îl condamnau pe Hamsun că atacă un deținut care nu se poate apăra. Atât Aftenposten cât și Tidens Tegn au refuzat să publice declarația.
Cu toată opoziția, Comitetul Nobel a decis să-i decerneze lui Ossietzky Premiul Nobel pentru Pace pe anul 1935, după un vot în care au fost și voturi împotrivă. Familia Nobel a depus un protest, iar Regele Haakon al VII-lea nu a participat la ceremonia de decernare a premiului, ceea ce nu se mai întâmplase niciodată. Guvernul german nu i-a dat voie lui Ossietzky să călătorească la Oslo pentru a lua în primire premiul. Ministrul Propagandei, Joseph Goebbels, a spus că decernarea premiului lui Ossietzky este o nerușinare, iar Hitler a spus că interzice oricărui cetățean german să mai accepte vreun premiu Nobel vreodată.
Ossietzky n-a primit niciodată banii (100 000 Reichsmark), ei fiind delapidați de intermediari. Un ofițer al Wehrmacht-ului, Kurt Wannow, s-a prezentat la sanatoriul unde era spitalizat Ossietzky, s-a prezentat ca avocat și l-a convins pe Ossietzky să-i dea o împuternicire pentru a lua în primire banii. Wannow i-a investit în hârtii de valoare în numele lui Lotte Lenze, o tânără de 19 ani care lucra la o grădiniță din Berlin. Medicul lui Ossietzky, dr. Dosquette, i-a împrumutat bani lui Ossietzky ca să-și angajeze avocat pentru un proces împotriva lui Wannow și Lenze.
Ossietzky a decedat pe data de 4 mai 1938. La înmormântare au fost prezenți doar văduva, medicul cu soția și doi păzitori Gestapo.